# (4857) Altgamia
(4857) Altgamia est un astéroïde de la ceinture principale.

## Description
(4857) Altgamia est un astéroïde de la ceinture principale. Il fut découvert le 29 mars 1984 à l'Observatoire Palomar par Carolyn S. Shoemaker. Il présente une orbite caractérisée par un demi-grand axe de 2,36 UA, une excentricité de 0,23 et une inclinaison de 24,5° par rapport à l'écliptique.

## Compléments